# Реваз Дзодзуашвили
Реваз Дзодзуашвили (на грузински: რევაზ ძოძუაშვილი; на руски: Реваз Дзодзуашвили) е съветски и грузински футболист и треньор.

## Кариера
Юноша е на Торпедо Кутаиси. През 1965 г. се опитва да си уреди трансфер в Черноморец Одеса, който играе във Висшата лига на СССР. Футболният клуб от Одеса не му се обажда, а Дзодзуашвили продължава кариерата си в Динамо Сухуми.
По това време Торпедо Кутаиси е ръководен от Всеволод Блинков, който започва да изгражда нов отбор. В търсене на защитник, треньора Георгий Граматикопуло препоръчва младият футболист.
В отбора на Блинков, Дзодзуашвили играе строго в защита – в позицията на централния защитник, а след това на десния бек, за да използва скоростта и агресивността на играча. Въпреки това, самият Блинков скоро напуска Кутаиси. През 1968 г. футболистът е поканен в Тбилиси, който сега се намира под ръководството на Вячеслав Соловьов.
Играе в националния отбор на СССР 49 мача.
В първенството на СССР (най-високата лига) изиграва 301 мача и вкарва 5 гола.

## Отличия

### Треньор
Динамо Тбилиси
- Шампионат на Грузия: 1992

Торпедо Кутаиси
- Шампионат на Грузия: 2002

Олимпи Рустави
- Шампионат на Грузия: 2007